# Moval
Moval è un comune francese di 330 abitanti situato nel dipartimento del Territorio di Belfort nella regione della Borgogna-Franca Contea.
Unito al comune di Meroux nella municipalità di Meroux-Moval dal 15 luglio 1972 al 1º gennaio 1997.

## Società

### Evoluzione demografica
Abitanti censiti